# Seebach (Erlenbach)
Der Seebach ist ein etwa 2 km langer Bach im Stadtgebiet von Krautheim im Hohenlohekreis, der nach südlichem Lauf von rechts in den mittleren Erlenbach mündet. Er entsteht aus dem Zusammenfluss seiner beiden im Gebiet der Stadt Boxberg des ebenfalls baden-württembergischen Main-Tauber-Kreises fließenden Oberläufe Brühl und Windischbucher Graben, mit jedem der beiden zusammen er jeweils etwa 51⁄2 km Länge erreicht.

## Geographie

### Rechter Oberlauf Brühl
Der rechte Oberlauf Brühl des Seebachs beginnt auf etwa 348 m ü. NHN neben der Kläranlage am Südostrand des Boxberger Dorfes Schwabhausen. Er fließt in einem wenig auffälligen Graben mit nur sporadisch höherem Bewuchs am Ufer ziemlich geradlinig und nie mehr als 150 Meter von der L 514 Schillingstadt–Schwabhausen–Windischbuch–Assamstadt entfernt südsüdostwärts. Nach etwa 1,2 km läuft aus dem Nordosten der Klingenäckergraben zu, der etwas länger und einzugsgebietsreicher ist als die Brühl selbst bis dorthin.
Diese wendet sich dann etwa in die Zuflussrichtung des Klingenäckergrabens nach Südsüdosten und zeigt später einen etwas geschlungeneren Verlauf, der sich zuallerletzt nach Osten wendet, bleibt aber weiterhin ein fast nirgends höher bewachsener Graben. Nach insgesamt 3,6 km langem Lauf mit mittlerem Sohlgefälle von etwas über 10 ‰ vereint sie sich auf ungefähr 311 m ü. NHN mit dem linken Oberlauf zum Seebach. Die Brühl trägt diesem ein 6,8 km² großes Teileinzugsgebiet zu. Brühl wie Klingenäckergraben führen nicht dauerhaft Wasser.

### Linker Oberlauf Windischbucher Graben
Der linke Oberlauf Windischbucher Graben des Seebachs beginnt seinen Weg am Ostrand des Bosch-Testzentrums und etwas westlich des Gehöftes Seehof von Boxberg ebenfalls auf etwa 348 m ü. NHN. Er läuft anfangs süd-, nach und nach immer mehr südwestwärts. Zunächst passiert er das Testgelände und das südlich an dieses anschließende Industriegebiet.
Dann durchquert er das größtenteils rechtsseits liegende Boxberger Dorf Windischbuch, wo er einen etwa 0,2 ha großen See durchläuft und dann die L 514 unterquert. Danach passiert er ein nahes Haus des Boxberger Wohnplatzes Schollhöfer Straße, wonach der rechte Hang bewaldet ist, der Lauf aber wie bisher ein unbewachsener Graben bleibt. Kurz zwängt der Bach sich durch eine Waldenge, die an der querenden K 2842/K 2315 von Windischbuch nach Neunstetten beidseits endet.
Dreihundert Meter weiter fließt der Windischbucher Graben nach insgesamt 3,6 km langem Lauf mit mittlerem Sohlgefälle von etwas über 10 ‰ auf ungefähr 311 m ü. NHN mit dem rechten Oberlauf zum Seebach zusammen. Auch der Windischbucher Graben mit seinem etwa 5,0 km² großen Teileinzugsgebiet führt nicht dauerhaft Wasser.

### Verlauf
Der Seebach fließt auf großem Maßstab südsüdwestwärts in meist stärker eingetieftem Tal als seine beiden Oberläufe, dessen Hänge linksseits durchgehend und rechtsseits auf der zweiten Laufhälfte von Wald bewachsen sind. Sein Verlauf ist stärker geschlungen und durchzieht im unteren Abschnitt wenige Talmäander. Gleich zu Anfang steht etwas Gehölz am Ufer und bald danach passiert er einen am rechten Ufer liegenden Teich von über 0,2 ha, an dem ebenfalls Gehölz steht.
Vor dem Zufluss des 4,0 km langen Diensbachs aus dem Nordnordwesten treten die Waldbäume auf einem halbkilometerlangen Abschnitt beidseits bis ans Ufer heran. Um dessen Mündung herum haben der Zufluss und der Seebach sehr naturnahe Abschnitte mit Gehölzbegleitung in einer durchschlängelten Wiesenaue.
Auf den letzten drei- bis vierhundert Metern wenden sich Tal und Seebach langsam nach Osten. Dann fließt der Seebach auf 278,9 m ü. NHN von rechts und gegenüber der Ölmühle von Krautheim dem mittleren Erlenbach zu.
Der Seebach ist auf seinem Namensabschnitt 2,1 km lang, hat ein mittleres Sohlgefälle von fast 16 ‰ und mündet etwa 32 Höhenmeter unterhalb des Zusammenflusses seiner Oberläufe. 
Mitsamt seinem Oberlauf Brühl ist der Seebach von dessen Quelle bis zur etwa 69 Höhenmeter tieferen Seebachmündung 5,6 km lang und hat auf dieser Strecke ein mittleres Sohlgefälle von etwa 12 ‰; fast dieselbe Länge und dasselbe Gefälle hat er zusammen mit seinem anderen Oberlauf Windischbucher Graben.

### Einzugsgebiet
Der Seebach hat ein 19,1 km² großes Einzugsgebiet, das naturräumlich zum Östlichen Bauland gehört, einem Unterraum des Baulandes. Mit etwa 398 m ü. NHN erhebt es sich am höchsten an der Stelle, wo an der Nordseite des Bosch-Testzentrums die Wasserscheide zwischen dem linken und dem rechten Oberlauf auf die nördliche Wasserscheide stößt.
Überwiegend ist das Gebiet offen und wird gemischt für Wiesenwirtschaft und Ackerbau genutzt. Wald gibt es nur in vergleichsweise kleinen Stücken verstreut vor allem auf den höheren Lagen.
Das untere Einzugsgebiet mitsamt dem Namenslauf des Seebachs ist ohne Besiedlung und gehört zur Stadt Krautheim im Hohenlohekreis.
Einen größeren Anteil, zu dem auch der ganze Lauf des rechten und fast der ganze des linken Oberlaufs gehört, ist Teil des Stadtgebietes von Boxberg im Main-Tauber-Kreis; hierin liegen an der Nordwestecke des Einzugsgebietes das Dorf Schwabhausen im Quellgebiet der Brühl, nahebei die Aussiedlerhöfe Hofgrund und weiter im Süden nahe dem Diensbach die Aussiedlerhöfe Brücklein. Der andere Boxberger Siedlungsschwerpunkt ist das Dorf Windischbuch, um das herum im Nordosteck des Einzugsgebietes das Gehöft Seehof und dazwischen die Einrichtungen des Bosch-Textzentrums im Gewerbegebiet Am Seehof liegen sowie nahe im Südwesten der Wohnplatz Schollhöfer Straße.
Kleinere Anteile gehören im Nordwesten um den Oberlauf des letzten Zuflusses Diensbach unbesiedelt zur Gemeinde Ahorn im selben Kreis und im Westen zur Stadt Ravenstein im Neckar-Odenwald-Kreis, dort mit alleiniger Besiedlung durch den Weiler Schollhof am Diensbach.
Reihum grenzen die Einzugsgebiete der folgenden Nachbargewässer an:
- Im Norden fließen das Hüttlesbächle und das Ehrlibächle zur mittleren Umpfer und der Anspach zum Ehrlibächle;
- im Nordosten entwässert der Hessbach über den Ursbach zur Umpfer, die selbst der Tauber zumündet;
- im Südosten fließen das Klingenbächle und ein Bach aus dem Naturschutzgebiet Im See vor dem Seebach zum Erlenbach;
- im Südwesten entwässert die Geldklinge nunmehr unterhalb des Seebachs zum Erlenbach, der der Jagst zufließt;
- im Westen liegt das Einzugsgebiet des großen abwärtigen Erlenbach-Zuflusses Hasselbach.

### Zuflüsse und Seen
Liste der Zuflüsse und  Seen und  Hochwasserrückhaltebecken von der Quelle zur Mündung. Gewässerlänge, Seefläche, Einzugsgebiet und Höhe nach den entsprechenden Layern auf der Onlinekarte der LUBW. Andere Quellen für die Angaben sind vermerkt.
Zusammenfluss des Seebachs auf ca. 311 m ü. NHN etwa 1,8 km nördlich der Ortsmitte von Krautheim-Neunstetten am Nordrand der Krautheimer Stadtgemarkung aus seinen beiden Oberläufen.

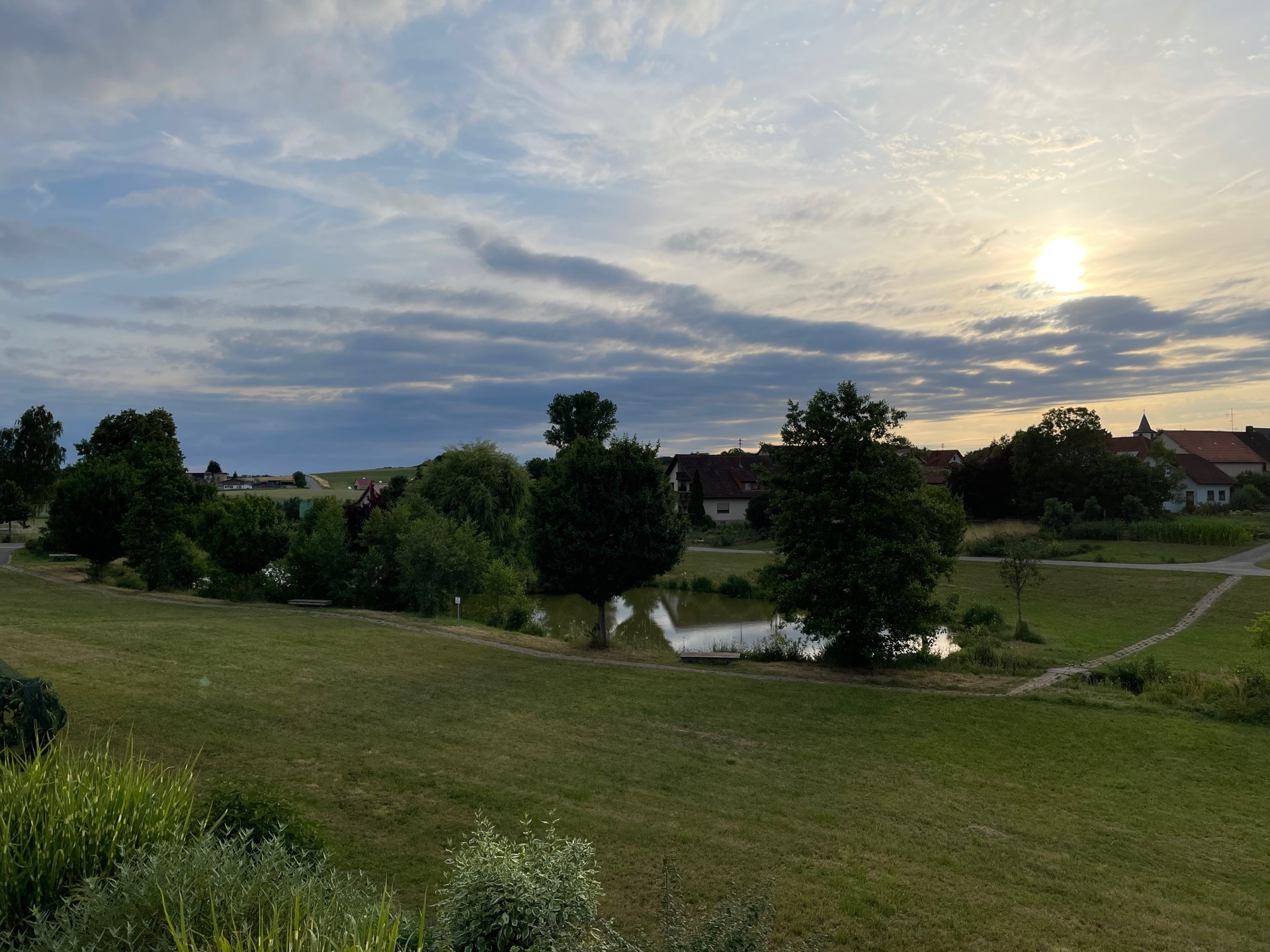
See in Windischbuch

- Brühl, rechter Oberlauf von Norden, 3,6 km und 6,8 km².[LUBW 4] Entsteht auf etwa 348 m ü. NHN an der Kläranlage von Boxberg-Schwabhausen.
  - Klingenäckergraben, von links und Nordosten auf etwa 339 m ü. NHN an der L 514 Schwabhausen–Boxberg-Windischbuch, 1,6 km und 2,4 km². Entsteht auf etwa 357 m ü. NHN am Südwesteck der Waldinsel Kieswetter ca. 1,7 km östlich von Schwabhausen.
- Windischbucher Graben, linker Oberlauf von Nordosten, 3,6 km und 5,0 km². Entspringt auf etwa 348 m ü. NHN am Ostrand des Bosch-Testgeländes nahe dem Seehof von Windischbuch. Durchfluss unbeständig.
  -  Durchfließt auf etwa 325 m ü. NHN einen See in Windischbuch, ca. 0,2 ha.[LUBW 7]
- Durchfließt auf etwa 310 m ü. NHN einen Teich am rechten Ufer gegenüber dem Hardthölzlein, über 0,2 ha.
- Diensbach, von rechts und Nordnordwesten auf etwa 288 m ü. NHN am Hohlerberg, 4,0 km und 6,2 km². Entsteht auf etwa 350 m ü. NHN nördlich der Aussiedlerhöfe Brücklein von Schwabhausen.
  - Ergelst, von rechts und Nordwesten auf etwa 314 m ü. NHN kurz vor dem Wald Hohlerberg am linken Hang, 1,3 km und ca. 1,2 km².[LUBW 8] Entsteht auf etwa 350 m ü. NHN am Südfuß des Sendlersbergs.

Mündung des Seebachs von rechts und Norden auf 278,9 m ü. NHN bei der Ölmühle von Krautheim-Neunstetten in den mittleren Erlenbach. Der Bach ist selbst 2,1 km lang, zusammen mit dem rechten Oberlauf Brühl oder dem linken Oberlauf Windischbucher Graben beidesmal 5,6 km und hat ein 19,1 km² großes Einzugsgebiet.

## Geologie
Das Einzugsgebiet des Seebachs liegt im Muschelkalk. Südöstlich einer Störungslinie, die nahe dem Bosch-Testgelände beginnt, anfangs südwestwärts und dann fortlaufend etwas mehr westlich läuft, liegt Oberer Muschelkalk, im Bereich der Hochscholle auf deren anderer Seite ganz im Norden nur sehr kleinflächig Unterer Muschelkalk, meist aber Mittlerer Muschelkalk. Diese Schichten sind an den nach Osten einfallenden Talhängen meist mit Inseln von Lösssediment aus dem Quartärer überlagert. In den Tälern liegen um die Gewässer Schwemmlandbänder, die im Falle des Hauptstrangs aus Brühl und dann Seebach schon an dem Zusammenfluss der beiden obersten Läufe aus Auenlehm bestehen.
Im untersten Talabschnitt des letzten Zuflusses Diensbach liegen am linken Hang im Wald des Hohlerbergs eine rechte große, offenbar noch nicht sehr alte Einbruchsdoline und zwei kleinere Muldendolinen, die die Verkarstung des Muschelkalks anzeigen.

## Schutzgebiete
Das Landschaftsschutzgebiet Erlenbachtal bei Neunstetten und Oberndorf reicht von der Seebachmündung her etwa 0,6 km ins Untertal herauf. Fast das ganze Einzugsgebiet ist Wasserschutzgebiet.

### LUBW
Amtliche Online-Gewässerkarte mit passendem Ausschnitt und den hier benutzten Layern: Lauf und Einzugsgebiet des Seebachs

Allgemeiner Einstieg ohne Voreinstellungen und Layer: Daten- und Kartendienst der Landesanstalt für Umwelt Baden-Württemberg (LUBW) (Hinweise)
1. 1 2  Höhe nach dem Höhenlinienbild auf dem Hintergrundlayer Topographische Karte.
2. 1 2  Höhe nach grauer Beschriftung auf dem Hintergrundlayer Topographische Karte.
3. 1 2 3  Länge nach dem Layer Gewässernetz (AWGN).
4. 1 2 3  Einzugsgebiet aufsummiert aus den Teileinzugsgebieten nach dem Layer Basiseinzugsgebiet (AWGN).
5. ↑  Seefläche nach dem Layer Stehende Gewässer.
6. ↑  Einzugsgebiet nach dem Layer Basiseinzugsgebiet (AWGN).
7. ↑  Seefläche abgemessen auf dem Hintergrundlayer Topographische Karte.
8. ↑  Einzugsgebiet abgemessen auf dem Hintergrundlayer Topographische Karte.
9. ↑  Dolinen teilweise nach dem Layer Geschützte Biotope.
10. ↑  Schutzgebiete nach den einschlägigen Layern, Natur teilweise nach dem Layer Geschützte Biotope.

### Andere Belege
1. ↑  Modellierte Werte nach Abfluss-BW Gewässerknoten MQ/MNQ
2. ↑  Wolf-Dieter Sick: Geographische Landesaufnahme: Die naturräumlichen Einheiten auf Blatt 162 Rothenburg o. d. Tauber. Bundesanstalt für Landeskunde, Bad Godesberg 1962. → Online-Karte (PDF; 4,7 MB)
3. ↑  Geologie nach den Layern zu Geologische Karte 1:50.000 auf: Mapserver des Landesamtes für Geologie, Rohstoffe und Bergbau (LGRB) (Hinweise)
4. ↑  Geotopsteckbrief (PDF, 953 kByte) der Doline am Hohlerberg nordwestlich von Neunstetten auf dem Geoserver des Landesamtes für Geologie, Rohstoffe und Bergbau (LGRB)